# Umfahrungsstraße (St. Christina in Gröden)
Die Umfahrungsstraße von  St. Christina in Gröden ist ein Teil der SS 242, der als Ortsumgehung dient und vom westlichen Ortsende von St. Christina in Gröden (km 16,995 der Grödner Straße) über mehrere Brücken und zwei Tunnels bis etwa 300 m östlich von St. Christina (km 18,490, Gemeindegebiet Wolkenstein) führt. Sie wurde im Sommer 2009 fertiggestellt und trägt zur Entlastung des Ortszentrums von St. Christina bei, insbesondere in den Stoßzeiten der Hauptsaison.

## Beschreibung
Die Umfahrungsstraße von St. Christina führt von der bestehenden Grödner Straße am Ortseingang von St. Christina über die Brücke West (73 m) über den Grödner Bach. Die Trasse mündet in den Tunnel Monte Pana (475 m), überquert mit der Brücke Monte Pana den Ski-Radweg und den Grödner Bach und mündet in den Kreisverkehr (Knoten Mitte).
Nach dem Kreisverkehr überquert die Umfahrungsstraße mit der Brücke Saslong wieder den Grödner Bach und den Ski-Radweg, wechselt in das Gemeindegebiet von Wolkenstein und unterquert mit dem Tunnel Saslong (375 m) die Saslong-Abfahrt. Mit der Brücke Ost überquert die Umfahrung den Grödner Bach und mündet in die bestehende Grödner Straße. Im Bereich der Abzweigung Ost verläuft die Umfahrungsstraße etwa 3 m tiefer als die alte Bestandstrecke der SS 242; die Zufahrt der Örtlichkeit Dorives erfolgt durch eine Unterführung.
Die Zufahrt Richtung Ortskern bindet den Ortseingang und den Ortsausgang in Form einer T-Kreuzung an die neue Umfahrung an; der Kreisverkehr „Knoten Mitte“ ermöglicht die Abfahrt in alle Verkehrsrichtungen (Umfahrungsstraße, Ortszentrum, Aufstiegsanlagen, Parkplätze).

## Die Goldene Brücke
Zwischen 7. und 27. November 2009 wurde an der West-Brücke eine gold-farbenes Brückengeländer installiert. Während der Nacht wird anhand von LED-Leuchten die Brücke mit verschiedenen Farben beleuchtet, um so ein Lichtspiel zu ermöglichen.

## Weblinks

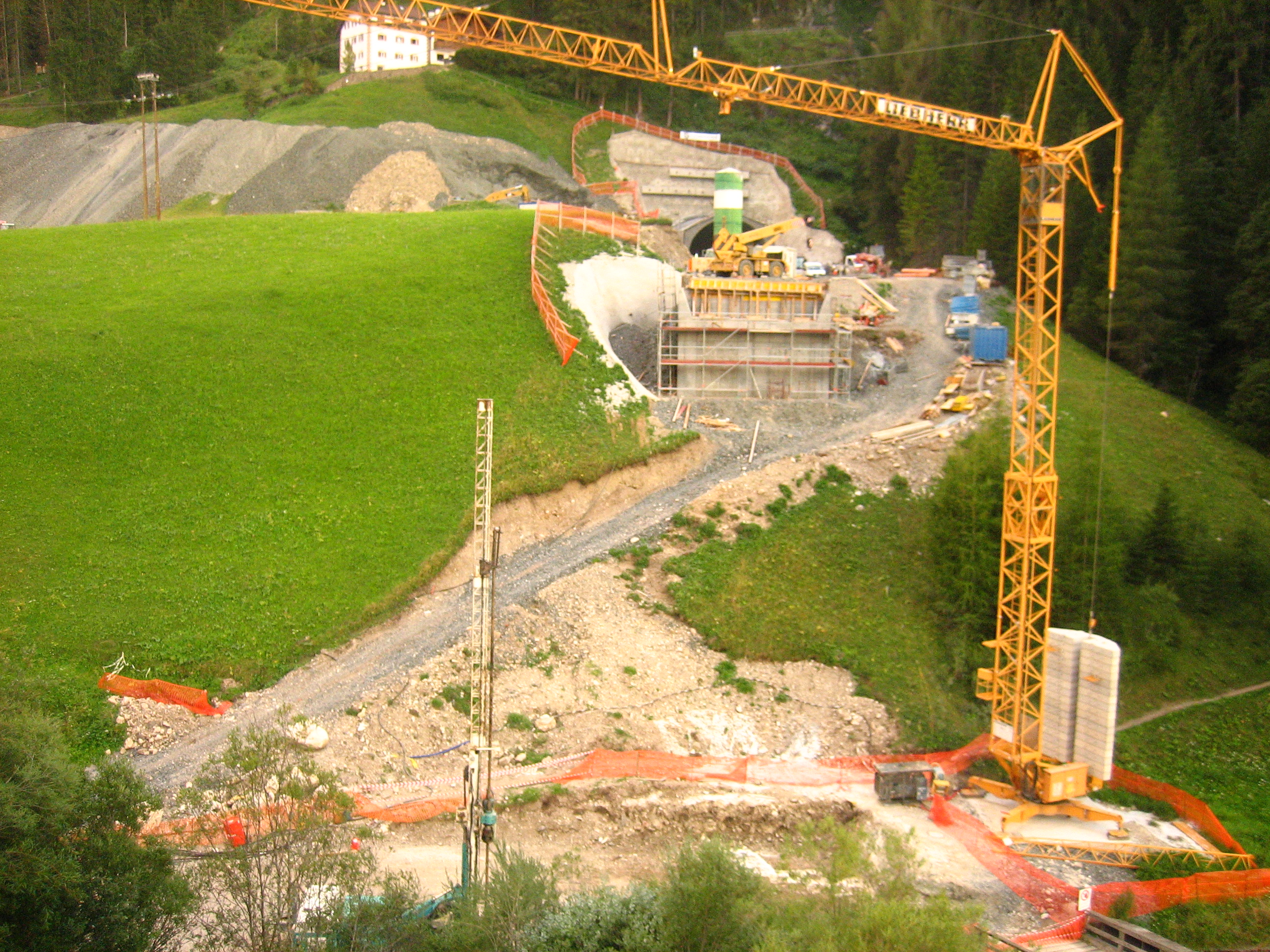
Baufortschritt im Westteil, Sommer 2008
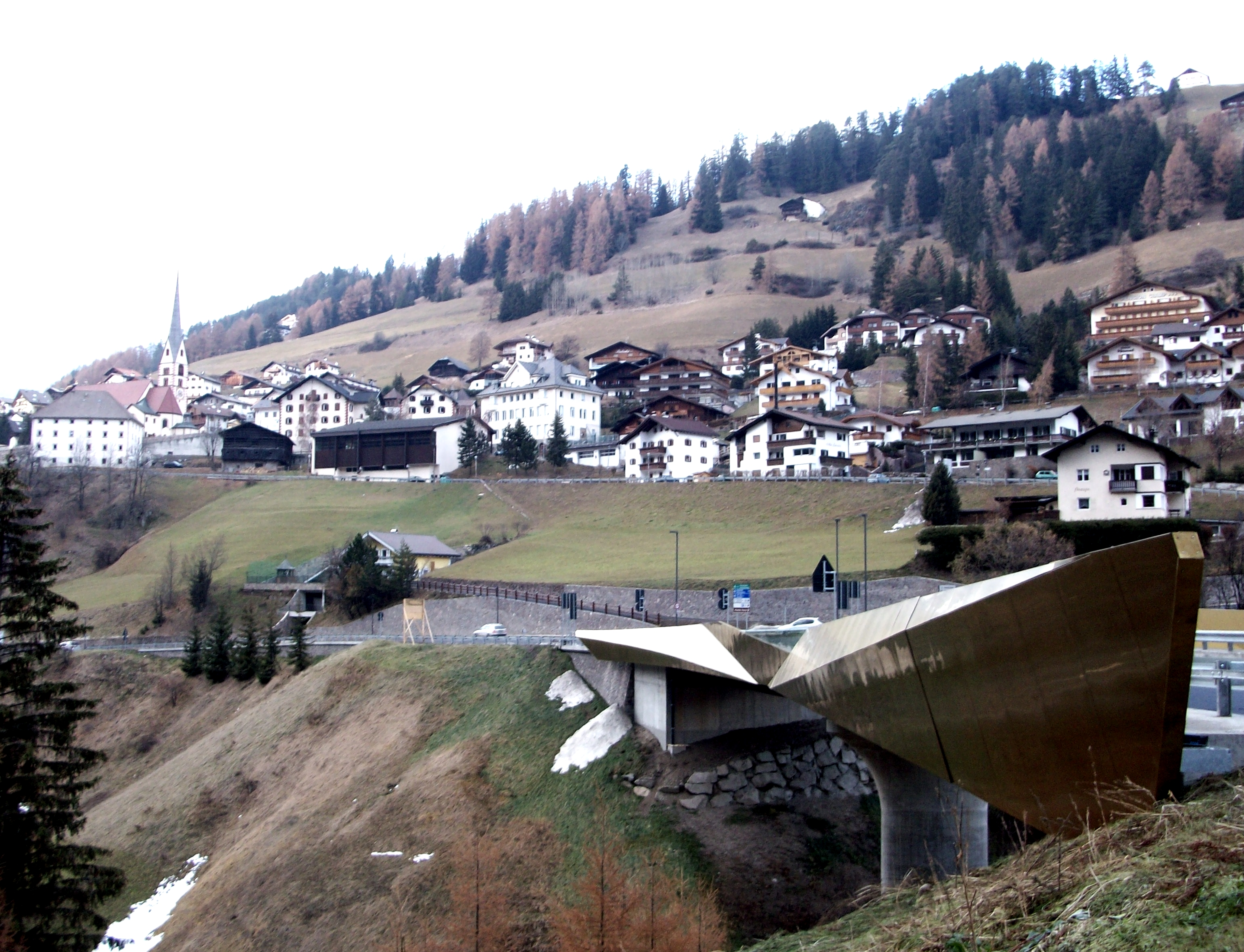
Die "Goldene Brücke" am Westeingang
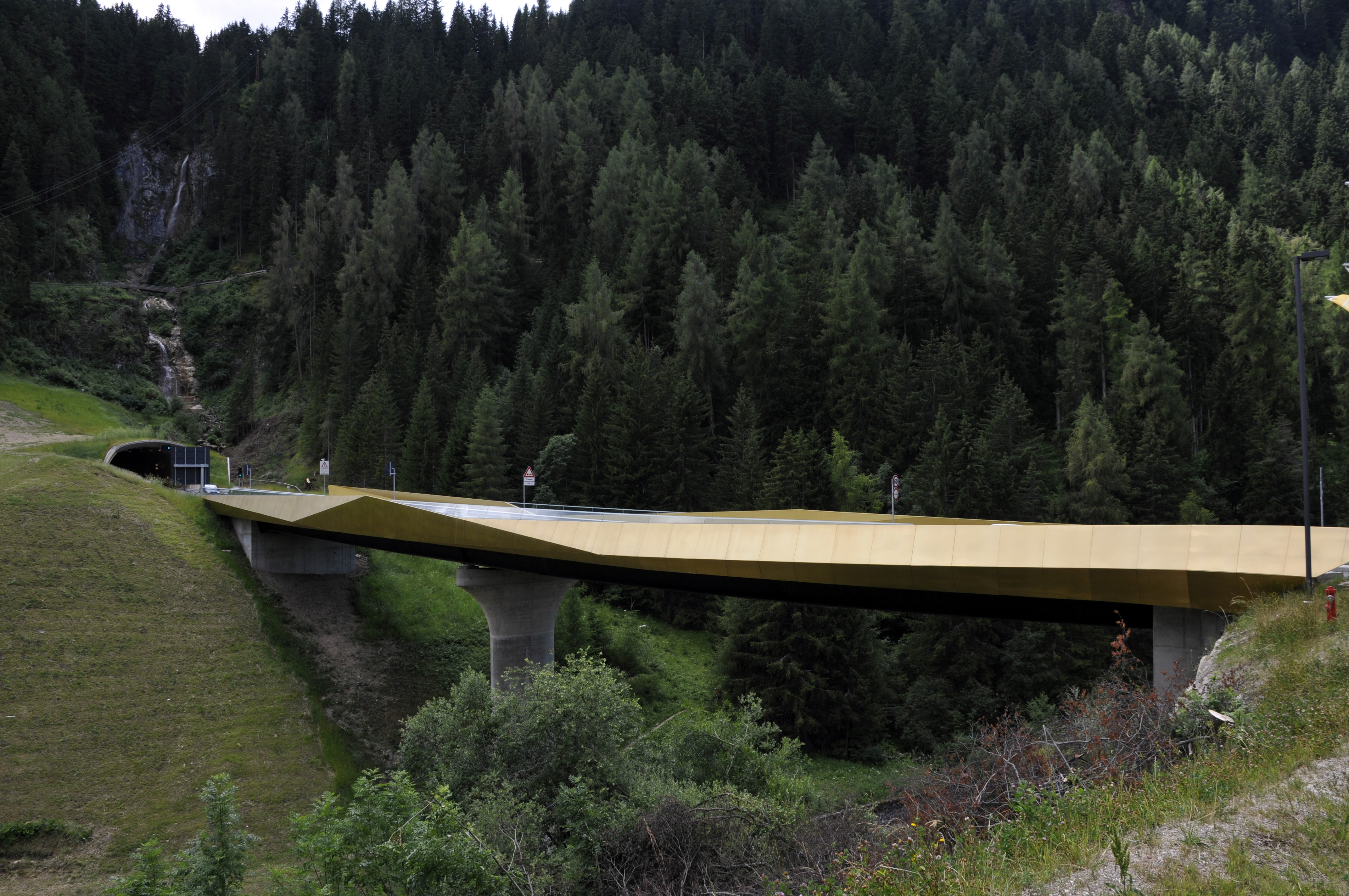
Die goldene Brücke
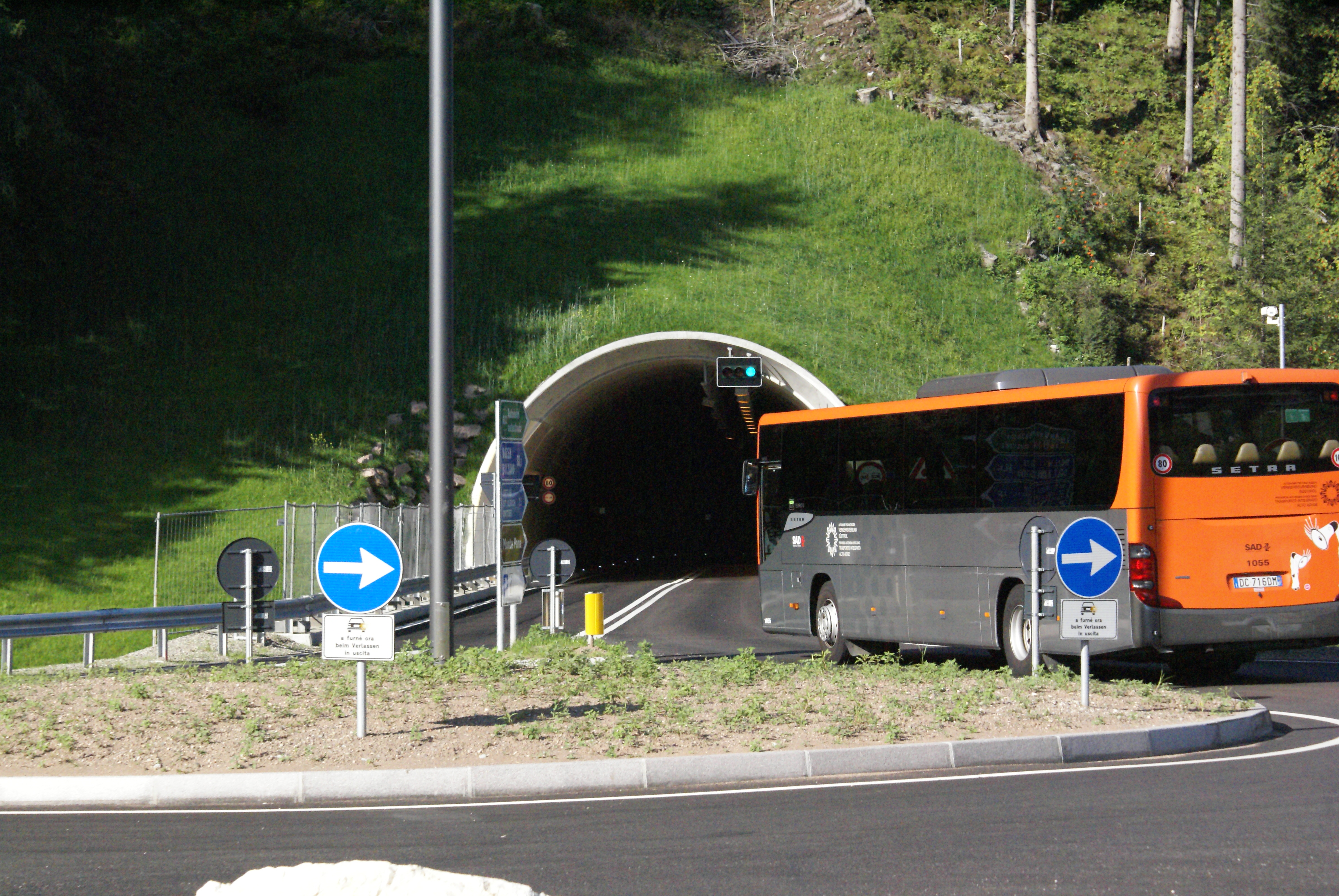
Rondell mit SAD-Bus
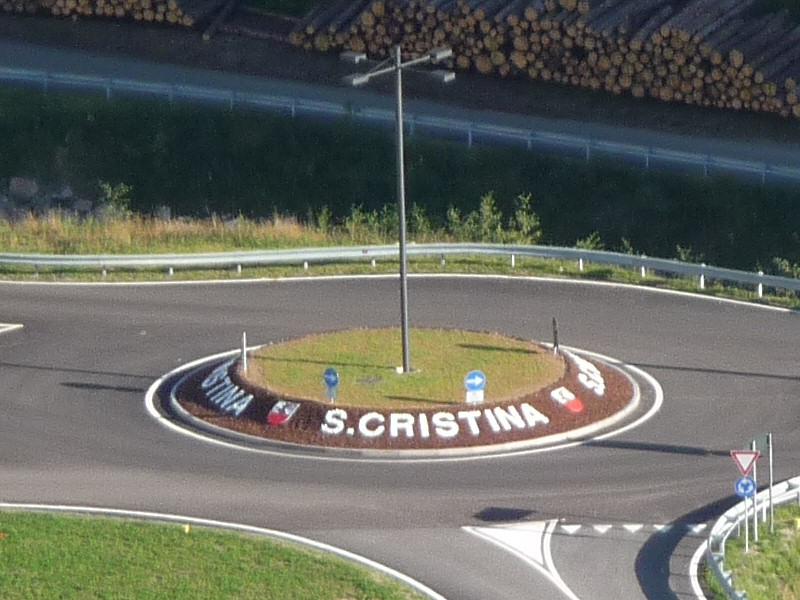
Rondell Iman